# 怪方蟹屬
怪方蟹屬（學名：Xenograpsus）是十足目短尾下目（螃蟹）怪方蟹科的一個屬。原屬弓蟹科，現時獨立出來成為一個科，只有一個屬。目前本屬所有已發現的物種均生活於南北太平洋的海底火山附近。

## 分類
方蟹科過往分成多個亞科，但這些亞科現時均已獨立出來成為一個科，再組成方蟹總科，怪方蟹科是當中其中一個成員。現時本屬包括有下列三個物種：
- X. ngatama McLay, 2007
- X. novaeinsularis Takeda & Kurata 1977[6]
- 烏龜怪方蟹 X. testudinatus Ng, Huang & Ho, 2000

## 外部連結
- 维基共享资源上的相關多媒體資源：怪方蟹屬
- . NCBI （英语）.

- . NCBI （英语）.